# Engi
Engi fue hasta el 31 de diciembre de 2010 una comuna suiza del cantón de Glaris.
Desde el 1 de enero de 2011 es una localidad de la nueva comuna de Glaris Sur al igual que las antiguas comunas de Betschwanden, Braunwald, Elm, Haslen, Linthal, Luchsingen, Matt, Mitlödi, Rüti, Schwanden, Schwändi y Sool.

## Geografía
Engi se encuentra situada al centro-sur del cantón, y al norte de la comuna de Glaris Sur, se encuentra bañado por el Sernf, riachuelo afluente del río Linth. La antigua comuna limitaba al norte con las comunas de Sool, Quarten (SG) y Flums (SG), al este y sur con Matt, y al oeste con Schwanden.

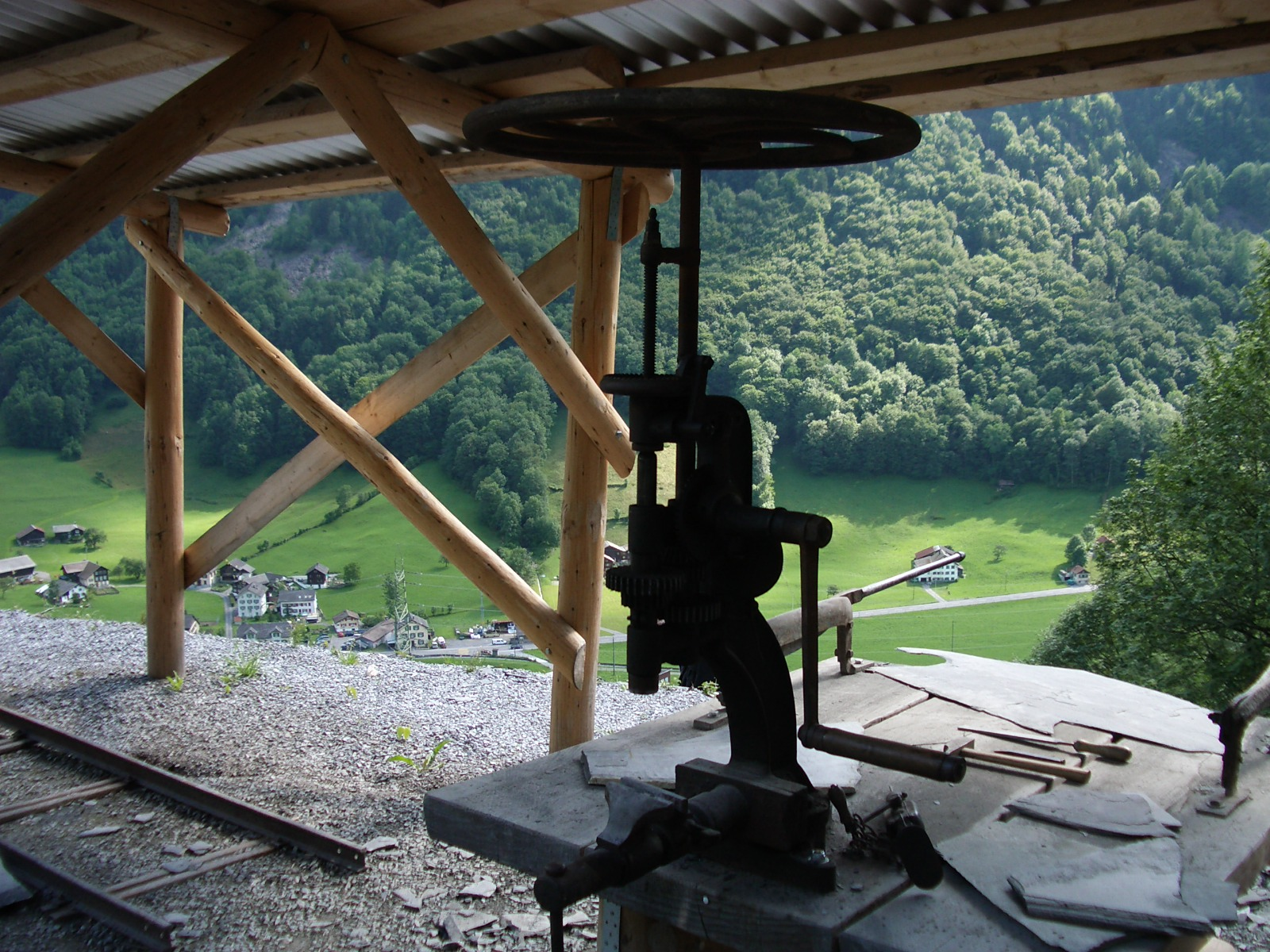
Vista de Engi.